# Salacgrīva (novads)
Salacgrīva (łot.: Salacgrīvas novads) – jeden z łotewskich novadsów, funkcjonujący w latach 2009–2021.

## Historia
Novads powstało na terenach należących przed 2009 do rejonu Limbaži.
W skład novadsu wchodziły dwa miasta: Ainaži i Salacgrīva oraz trzy pagastsy: Ainaži, Liepupe i Salacgrīva. Jego stolicą zostało miasto Salacgrīva.
Zlikwidowany w ramach reformy administracyjnej 30 czerwca 2021. Wszedł w całości w skład nowego novadsu Limbaži.